# Palsa
Als Palsa (Plural: Palsas, auch Palsen) werden niedrige ovale Bodenerhebungen in Gebieten mit Permafrost bezeichnet, die in Mooren durch einen im Boden befindlichen Kern, bestehend aus eisreichem gefrorenem Torf und Eislinsen, entstehen. Ein Palsa besteht, ähnlich wie ein Pingo, aus einem gefrorenen Kern und dem darüber befindlichen (angehobenen) Bodenmaterial, im Falle eines Palsa meist Moorboden.

## Genese
Ein Palsa benötigt zur Bildung seines Kerns (bestehend aus gefrorenem Torf und mehreren Eislinsen) größere Mengen an Wasser, weshalb seine Entstehung an Moorböden gebunden ist, die enorme Wassermengen in ihrem Porenraum speichern können. An den Stellen, in denen in einem Moor (durch eine im Vergleich zur Umgebung dünnere Schneedecke) die winterliche Gefrierfront schneller vordringt, wird die Eisakkumulation im Gegensatz zum umgebenden Moorboden bevorzugt. Es bilden sich Eislinsen, die auf Kosten des umgebenden Wassers wachsen, wobei sie durch die Volumenausdehnung des Eises beim Gefrieren Druck auf das umgebende Erdreich ausüben und so Wasser aus den Bodenporen auspressen, welches wiederum an die Eislinsen anfrieren kann und weitere Volumenausdehnung verursacht. Es entwickelt sich ein Selbstverstärkungsmechanismus. Im Falle der Palsas ist die Auspressung von Wasser aus dem Porenraum allerdings nicht entscheidend, da der Moorboden wassergesättigt ist und daher ohnehin genug Wasser für das Eiskernwachstum zur Verfügung steht.
Durch die fortschreitende Volumenausdehnung des gefrierenden Eises wird die überlagernde Moorschicht nach und nach emporgehoben, und zwar umso mehr, je mehr der Kern wächst. Ein Palsa ist entstanden. Der gefrorene Kern eines Palsa zeigt eine Schichtung, die durch die verschiedenen (winterlichen) Gefrierintervalle und die Eissegregation hervorgerufen wird.
Palsas entstehen vor allem in Mooren und sind daher auch namensgebend für einen bestimmten Moortyp: das Palsamoor. Auch außerhalb von Mooren gibt es ähnliche Formen, die aufgrund ihrer Größe zu den Palsas gezählt werden. Zahlreiche Publikationen über Palsas wurden von Matti Seppälä (1941–2020) veröffentlicht.
Der Zerfall von Palsas beginnt damit, dass die schützende Torfdecke aufreißt. Der Eiskern taut, Thermokarstseen können entstehen.

## Fundorte

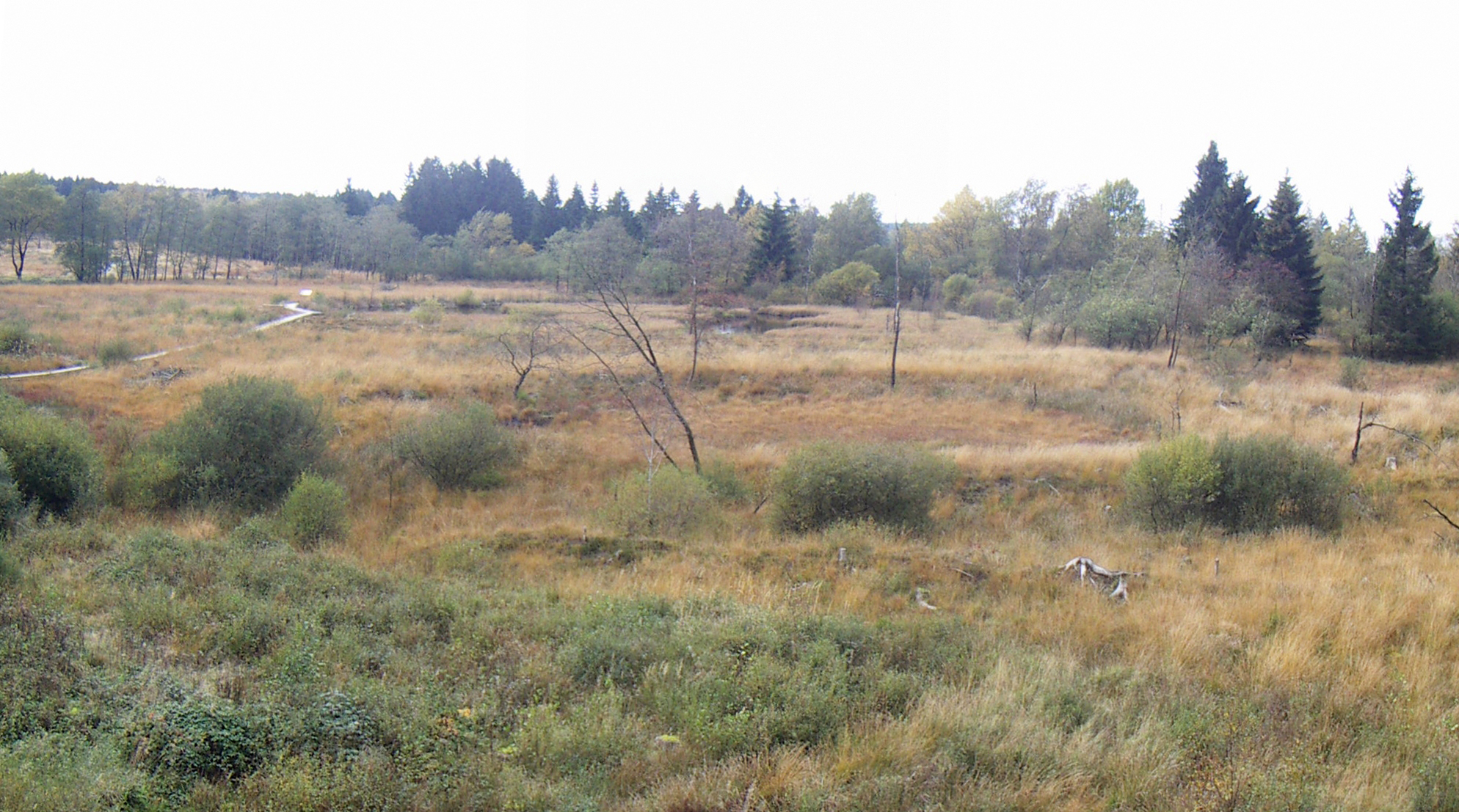
Reste eines Eiszeitlichen Palsen im Hohen Venn, deutlich ist noch der ringförmige Wall zu sehen.

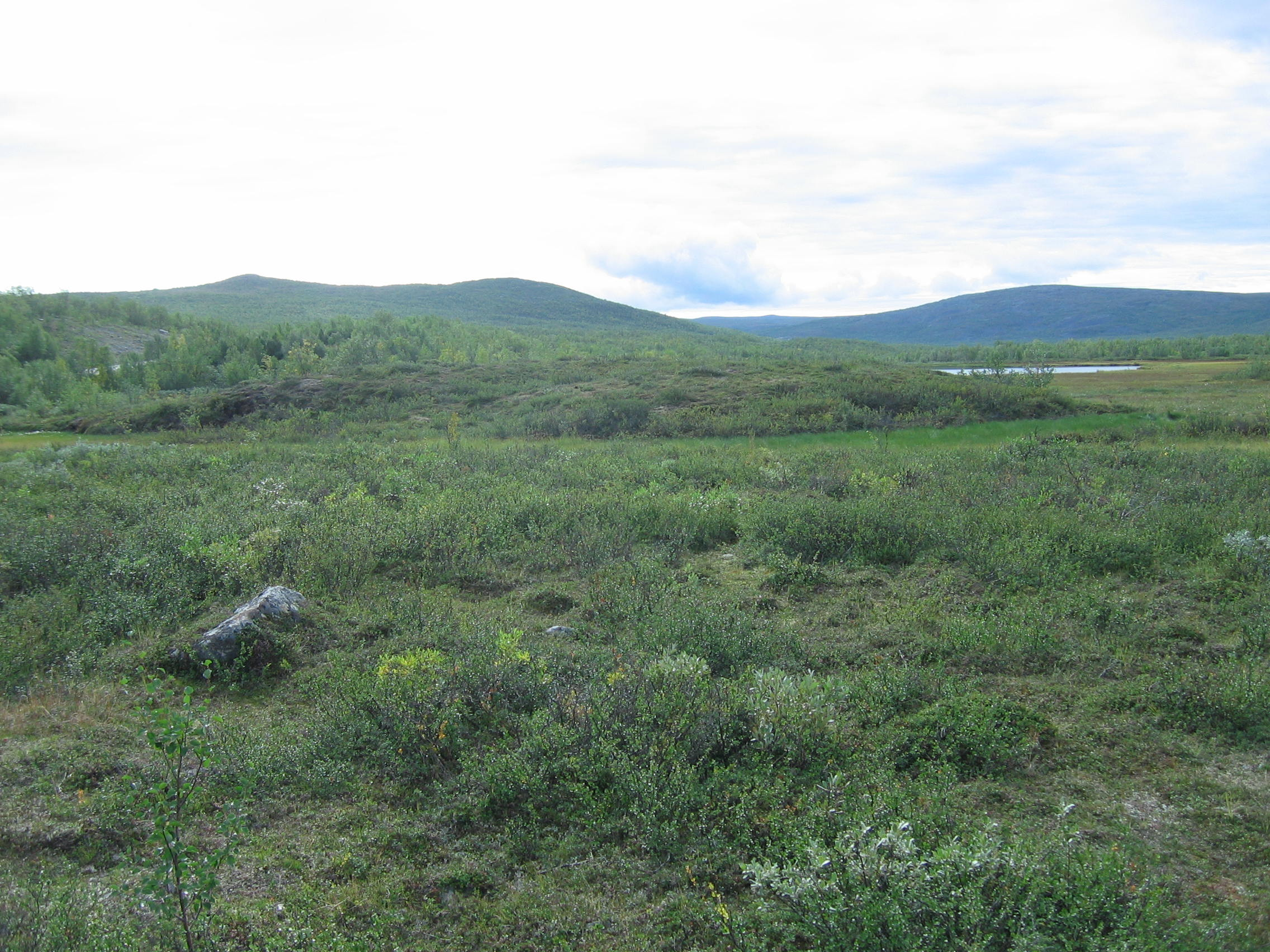
Ein Palsamoor in Finnland.

Palsas sind, wie Pingos, typische Formen des Permafrostgebietes und daher verbreitet im nördlichen Amerika, in Sibirien, in Nordskandinavien, auf Grönland und Island, im Gebiet der Antarktis sowie in Alaska und – selten – auf Spitzbergen.
Reste eiszeitlicher Palsen sind auch in Hochmooren Mitteleuropas zu finden, wie zum Beispiel im Hohen Venn im deutsch-belgischen Grenzgebiet.

## Unterschiede und Gemeinsamkeiten zwischen Pingos und Palsas
Palsas sind in ihrer Morphologie und Entstehung den Pingos sehr ähnlich, jedoch mit Höhen zwischen etwa 1 und 10 Meter und Längen zwischen etwa 15 und 150 Meter bedeutend kleiner als Pingos. Weiterhin treten Palsas im Gegensatz zu Pingos nicht isoliert auf, sondern meist in Gruppen zusammen mit anderen Palsas, zum Beispiel im Palsamoor.
Sowohl Palsas als auch Pingos entstehen durch das Anfrieren von Wasser an einen Eiskern. Bei Palsas muss allerdings nicht unbedingt hydrostatischer Überdruck (zur Wasserinjektion) vorhanden sein, da der Moorboden wassergesättigt ist und große Wassermengen zu speichern vermag, so dass von vornherein zunächst ausreichend Wasser zur Bildung der Eislinsen zur Verfügung steht. Für die Pingogenese maßgebend (vor allem für Pingos des geschlossenen Systems) ist dagegen Wasserinjektion infolge hydrostatischen Überdrucks, der durch die Volumenausdehnung des Eises infolge des Gefrierens hervorgerufen wird.